# دولوريس أوريوردان
دولوريس أوريوردان (بالإنجليزية: Dolores Mary Eileen O'Riordan)‏‏ (6 سبتمبر 1971 - 15 يناير 2018) مغنية إيرلندية في فرقة الكرانبيريز (The Cranberries) ولدت في . تغني أيضا بشكل منفرد ولها ألبومان صادران لحتى الوقت الحاضر. بالإضافة للغناء هي أيضا شاعرة أغنية وعازفة على البيانو والغيتار. عرفت بنجاحها مع الفرقة على مدى 13 عاما منذ تأسيس الفريق وحتى الآن حيث لم ينفصل الأعضاء وبعضهم يقوم بنشاطات منفصلة.
توفيت اوريوردان في الخامس عشر من شهر يناير 2018.

## ألبوماتها المنفردة
- Are You Listening? - 2007
- No Baggage - 2009

## ألبوماتها مع الكرانبريز
- Everybody Else Is Doing It, So Why Can't We? - 1993
- No Need to Argue - 1994
- To the Faithful Departed - 1996
- Bury the Hatchet - 1999
- Wake Up and Smell the Coffee - 2001

## وصلات خارجية
- الموقع الرسمي
- دولوريس أوريوردان على موقع IMDb (الإنجليزية)
- دولوريس أوريوردان على موقع ألو سيني (الفرنسية)
- دولوريس أوريوردان على موقع ميوزك برينز (الإنجليزية)
- دولوريس أوريوردان على موقع أول ميوزيك (الإنجليزية)
- دولوريس أوريوردان على موقع ديسكوغز (الإنجليزية)
- دولوريس أوريوردان على موقع قاعدة بيانات الفيلم (الإنجليزية)
- دولوريس أوريوردان على موقع كينوبويسك (الروسية)